# Paula Coghlan
Paula Coghlan (nacida el 14 de octubre de 1965), es una jugadora de baloncesto en silla de ruedas australiana. Nació en el suburbio de Box Hill en Melbourne, es la menor de tres hermanos.

## Carrera deportiva
Formó parte del equipo nacional femenino de baloncesto en silla de ruedas de Australia (Gliders) en cuatro Juegos Paralímpicos: los de Barcelona 1992, Atlanta 1996, Sídney 2000 y  Atenas 2004. Fue miembro del equipo de los Gliders que ganó medallas de plata en 2000 y 2004.
Compitió como Paula Lohman en los Juegos de 1992 y en los de 1996 compitió como Paula Ewen. Tiene dos hijos, James y Jacob. Fue la compañera del baloncestista en silla de ruedas Robert Blythe durante ocho años hasta su suicidio en 2005. Después de su muerte, asumió la dirección del Grupo Blythe-Sanderson.
En 1987, Coghlan fue una pasajera en un accidente de coche donde el conductor se quedó dormido al volante. El coche se volcó sobre su techo, y su pie quedó atrapado fuera del coche. Después de un intento de reconstruir la mayor parte de su pierna, mediante cirugía plástica, Coghlan finalmente tomó la decisión de amputar por debajo de la rodilla.
Un jugador de rugby en silla de ruedas llamado John Kinnery, que era tetrapléjico, animó a Coghlan a jugar al baloncesto en silla de ruedas aunque no usara una silla de ruedas. Coghlan no quería participar en un deporte que requería que ella se pusiera en una silla de ruedas. Pero después de asistir a un partido de baloncesto en silla de ruedas y saltar para intentarlo, se enamoró de este deporte. Coghlan dijo: «Me enamoré de el y nunca miré atrás. Nunca dejé de jugar desde entonces... Estaba enganchada». La naturaleza competitiva del deporte atrajo a Coghlan a jugar, así como a estar en un campo de juego nivelado otra vez.
Cuando empezó a jugar al baloncesto en silla de ruedas, no existía ningún equipo femenino en Victoria. Coghlan había empezado a jugar con los hombres, con jugadores como Kevin Coombs y Sandy Blythe. Coghlan se acercó a Wheelchair Sports Victoria para crear un equipo para la Liga Nacional Femenina.

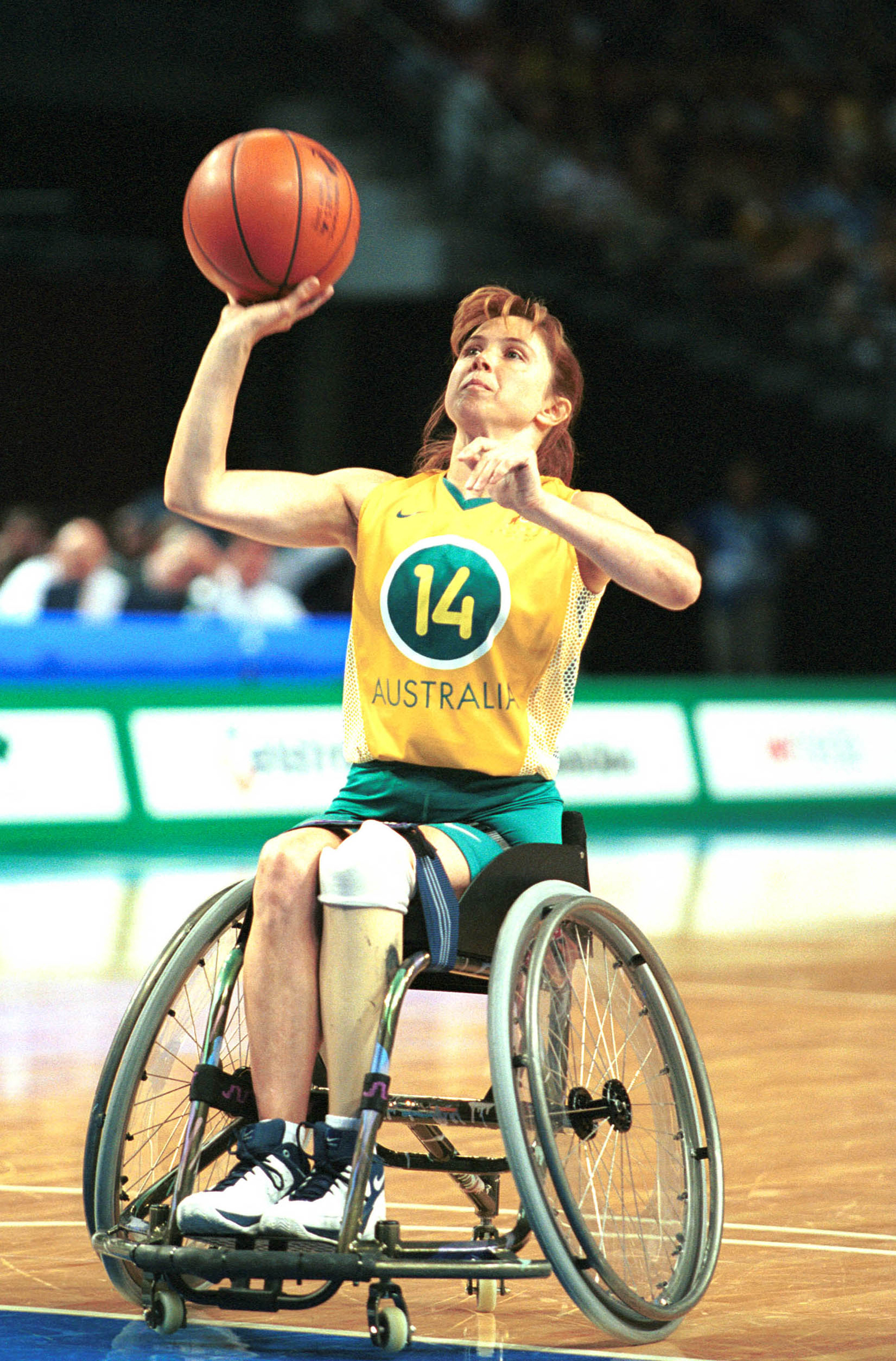
Coghlan dispara la pelota durante un partido en los Juegos Paralímpicos de Sídney 2000.

Para clasificarse para los Juegos Paralímpicos de Barcelona 1992, el equipo australiano tuvo que viajar a Stoke Mandeville en Inglaterra para clasificarse. El torneo de clasificación requería que el equipo venciera a Francia y Japón. El equipo nacional logró ganar el torneo y se clasificó para los Juegos. En los Juegos de Barcelona, los Gliders terminaron en cuarto lugar.
Un punto culminante del deporte para Coghlan fue llevar el verde y el oro en los Juegos de Barcelona de 1992 porque era la primera vez que Australia estaría representada en el baloncesto femenino en silla de ruedas.
Coghlan dejó el equipo australiano después de los Juegos de 1992 para tener a su hijo, James. En 1995, el entrenador de los Gliders, Peter Corr, le pidió que volviera a jugar en los Juegos Paralímpicos  de Atlanta 1996. En los Juegos de Atlanta los Gliders quedaron en cuarto lugar. En los Campeonatos Mundiales de 1997, los Gliders ganaron una medalla de bronce.

Los Juegos Paralímpicos de Sídney 2000 fueron un gran punto de inflexión para el deporte paralímpico. Había una conexión más fuerte entre los atletas paralímpicos y los atletas sanos, y el perfil público de Coghlan había aumentado. Los Gliders habían sido invictos y habían alcanzado la medalla de oro en el play off contra Canadá, pero fueron derrotados.
Coghlan fue la capitana del equipo de los Gliders en los Juegos Paralímpicos de Atenas 2004. También se le dio el papel de capitana femenina para todo el equipo paralímpico.